# 太平镇 (诏安县)
太平镇，是中华人民共和国福建省漳州市诏安县下辖的一个乡镇级行政单位。

## 行政区划
太平镇下辖以下地区：
新营村、榕城村、文山村、元中村、雪里村、河边村、麻寮村、林塘村、科下村、太平村、白叶村、新楼村、雄鸡村、景坑村、厚径村、新联村、大布村、山前村和走马村。

## 姓氏由來
徐姓， 開基祖名：徐卷（孟懷公），明天順元年由广东省潮州饶平县黄冈镇大沃村遷來福建诏安县太平镇走马塘村。
陈姓， 南宋渐山七贤之南恩公陈景肃曾孙、平南侯陈植六子陈泰奂(元隆)之后。从明洪武三年(庚戌1370年)陈郡寿分居白叶其三子陈茂(天福)留守为白叶始祖起，已蕃衍二十二世(四十五世)。太平镇：白叶村古竹、上新楼、下新楼下星斗(杉坑)、是城、和阳、五斗(长源)、山下、孝丰、玉坪、秀峰(秀凤尾)。
陈姓， 南江支系景雍支脉裔孙。从南宋初年陈景雍回漳为一世始，至今已传衍三十二世(五十世)。太平镇：白叶村下城、大斜背、径子。
陈姓， 陈吊眼，漳浦县海滨里白叶峒(今诏安太平镇白叶村)人。宋末景炎二年(丁丑，1277年)，吊眼、吊花兄妹揭竿起义，联合许(陈氏)夫人闽西畲汉义军， “势力遍及漳、汀、潮一带。后人称之陈吊岭，白叶乡亲雕其神像奉祀于双溪庙中，名为陈大元帅。
沈姓， 沈世纪为唐开漳始祖。葬于漳州天宝峰山，妣与李妈合葬于诏安含英真武山脚。沈世纪其后裔散居龙溪、漳浦、诏安、南靖、长泰等地。宋南渡，六十五世启承公生一子廷辅，天资聪颖，习经诗，绍箕裘，子承父业(其父启承公绍兴丁丑科进士)，中探花，官拜谏议大夫，妣杨氏(诰封夫人)择居建阳。八房八郎公，派居福建上杭古田里蚊泽村倒湖塘沈家坊，另一支徙居诏安二都太平、科下、新营、榕城、林塘、县城内及广东饶平凤山楼、赤坑等地。
田姓， 太始祖田公七十二朝奉，宋末官宣简使，妣罗氏诰封静懿一品夫人。二世孙田九郎明初避难迁福建漳浦县二都麻寮村开基，又称明始公。明初择葬于四都梅岭(今诏安县梅岭镇)峰岐山麓虎头山。长房田永安，分居二都麻寮守祖，为二都太平田氏始祖。
胡姓， 由古县瑶墅社迁至福建南靖葛仔村，后于明天顺八年（1464年）从南靖县葛仔村迁诏安县太平镇大布村。开基祖胡清香（三世），建宗祠“追远堂”。七世传衍山前村、新联村。
程姓， 先祖明朝末年从福建漳浦县迁移诏安县太平镇文山村，现在还保留着漳浦老家的河洛方言。
江姓， 宋元鼎革之际，从福建汀州永定县（今福建省龙岩市永定区）直接迁入诏安县。江百十二郎支分布在诏安县霞葛镇天桥村、诏安县太平镇元中村及其周边村落。